# Placide Riccardi
Placide Riccardi (Trevi, 24 juin 1844 - Rome, 15 mars 1915) est un bénédictin italien reconnu bienheureux par l'Église catholique.

## Biographie
Il naît à Trevi le 24 juin 1844 et passe son enfance en Ombrie. En 1865, il étude au collège Angelicum, la future Université pontificale Saint-Thomas-d'Aquin. Après un pèlerinage à la Sainte Maison de Lorette et effectuer des exercices spirituels, il 
entre à l'abbaye de Saint-Paul-hors-les-Murs le 12 novembre 1866 ; il fait sa profession religieuse en 1868 et prend le nom de Placide.
Après la prise de Rome, il est arrêté le 5 novembre 1870 car il a esquivé la conscription. Il est emprisonné à Florence puis envoyé comme soldat à Livourne après sa libération de prison le 24 décembre 1870. Ensuite il retourne à Rome pour reprendre ses études. Il est ordonné prêtre le 25 mars 1871. Parmi ses élèves, on comprend le futur cardinal Alfredo Ildefonso Schuster.
Il contracte le paludisme en 1881 et souffre de cette maladie le reste de sa vie. Pour obtenir sa guérison, il est envoyé en 1882 au monastère de San Pietro à Pérouse. Il est nommé recteur des bénédictins de Rome en 1887 puis recteur de l'abbaye de Farfa en 1894. En 1899, il est rappelé à Rome comme confesseur pendant le jubilé, mais il revient bientôt à Fara in Sabina car il est nommé confesseur des moniales clarisses de la ville. Il décède le 25 mars 1915 à Rome à Saint-Paul-hors-les-Murs

## Béatification
Son corps est translaté en 1925 à l'abbaye de Farfa. Le procès de canonisation est introduit à Rome le 3 mars 1935 sous le pape Pie XI qui lui accorde le titre de serviteur de Dieu. Placide Riccardi est reconnu vénérable le 4 juin 1944 par Pie XII et béatifié par le même pape le 5 décembre 1954. Riccardi est le grand-oncle du fondateur de la communauté de Sant'Egidio, Andrea Riccardi.